# モンタフィーア
モンタフィーア（伊: Montafia）は、イタリア共和国ピエモンテ州アスティ県にある基礎自治体（コムーネ）。

## 地理

### 位置・広がり

#### 隣接コムーネ
隣接するコムーネは以下の通り。
- ブッティリエーラ・ダスティ
- カプリーリオ
- コルタッツォーネ
- ピエーア
- ピオヴァ・マッサーイア
- ロアット
- サン・パオロ・ソルブリート
- ヴィアーレ
- ヴィッラノーヴァ・ダスティ

#### 地震分類
イタリアの地震リスク階級 (it) では、4 に分類される
。

## 行政

### 分離集落
モンタフィーアには、以下の分離集落（フラツィオーネ）がある。
- Bagnasco, Valdelserro, Vignole, Zolfo